# Lars Constans Pontin

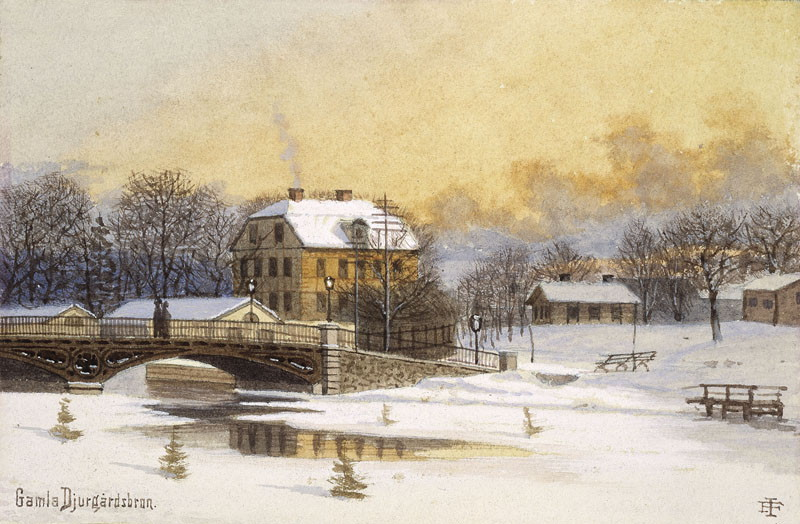
Pontinska villan, 1880-tal.
(ägdes av Pontin 1835–1886)

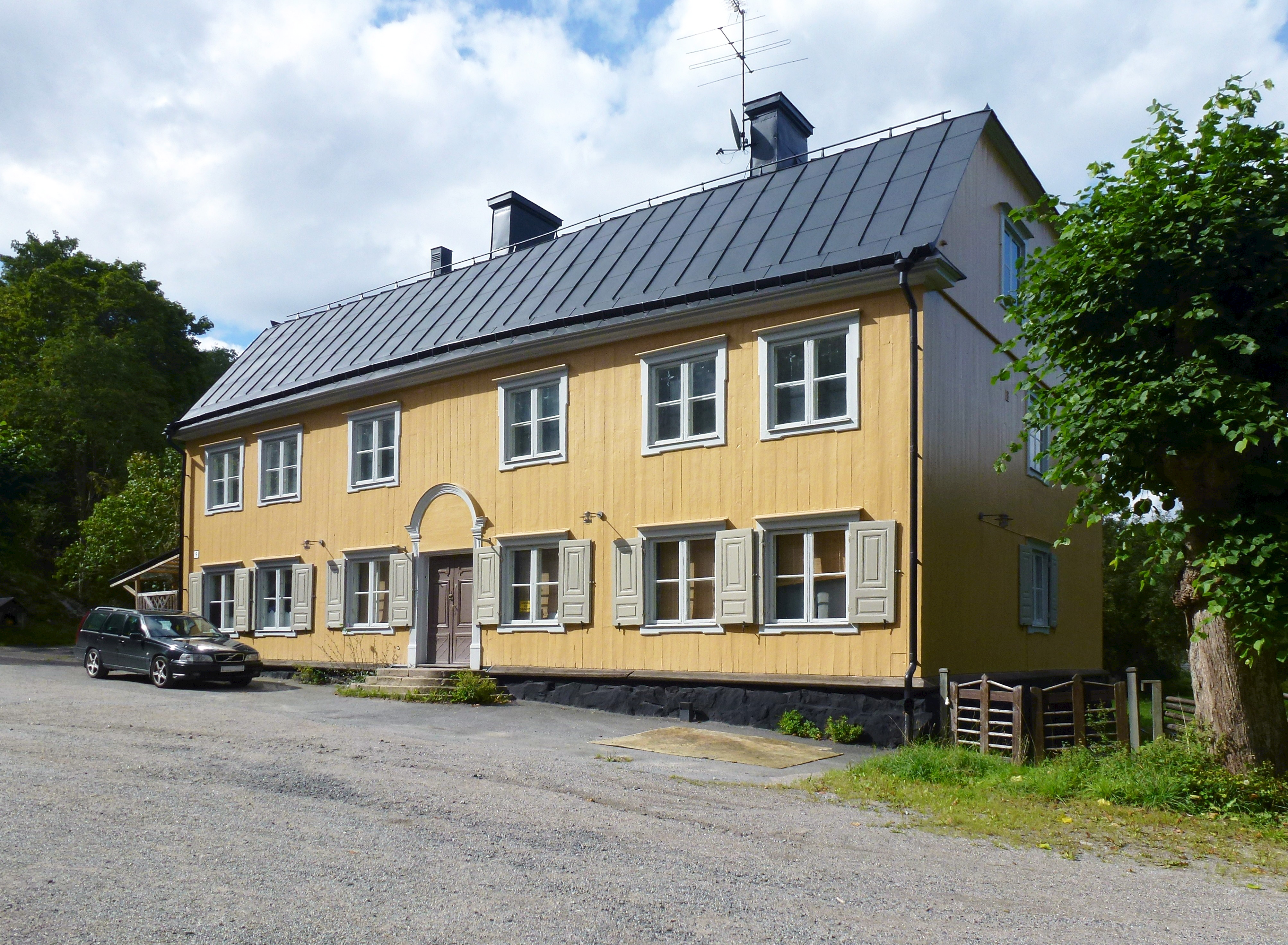
Lilla Sickla i augusti 2014.
(ägdes av Pontin 1852–1886)

Lars Constans Pontin, född 2 februari 1800 i Torpa socken, Östergötland, död 15 april 1891 i Stockholm, var en svensk ämbetsman och idag känd genom den numera försvunna Pontinska villan på Kaptensudden på Djurgården. Mellan 1852 och 1886 innehade han även Lilla Sickla gård i Nacka socken. Han var brorson till Magnus Martin af Pontin.

## Biografi
Släkten Pontin härstammade från byn Broagärde, i Nöbbele socken, Kronobergs län. Sönerna till stamfadern Jöns Månsson kallade sig Pontinus/Pontin efter födelsebyn (pons är latin och betyder bro). Lars Constans Pontins föräldrar var prosten Per David Pontin (1761-1825) och Catharina Charlotta Weidenhielm (1780-1868). Efter avlagd examen blev Pontin 1822 anställd som extra ordinarie kanslist i kammarexpeditionen vid Kunglig Majestäts kansli. Där blev han 1843 protokollsekreterare. Samtidigt tjänstgjorde han vid generaltullstyrelsen där han blev aktuarie 1842. Från den sistnämnda befattningen tog han avsked 1861 och från tjänsten i civildepartementet 1865.

## Privatliv
Pontin var trädgårdsintresserad och tillsammans med sin farbror Magnus Martin af Pontin och Anders Retzius stiftade han 1832 Svenska trädgårdsföreningen. År 1835 förvärvade han Kaptensudden på Södra Djurgården med den sedermera efter honom uppkallade Pontinska villan. 
Sin sommarvistelse hade han mellan 1852 och 1886 på Lilla Sickla gård i Nacka socken där han bland annat lät anlägga det romantiska gravmonumentet kallat Filosofens grav. Graven undersöktes 1945 av arkeologen Hans Hansson från Stockholms stadsmuseum. Man fann tre kistor i graven, två av dem innehöll kvarlevor efter Pontins mor Catharina Charlotta (död 1868) respektive hans syster Carolina Henrika Matilda (död 1877). Den tredje kistan innehöll en ung person som ej gick att identifiera.
År 1886 drabbades Pontin av konkurs och han var tvungen att sälja både Lilla Sickla och Kaptensudden med villan. Lilla Sickla såldes på auktion och Kaptensudden förvärvades av Allmänna Rundmålningsaktiebolaget som strax öster om villan uppförde Rundmålningsbyggnaden, en panoramabyggnad där man visade cykloramor. Pontin fick dock bo kvar i villan fram till sin död 1891. Han var ogift och avled barnlös. Pontinska villan revs 1896, Lilla Sickla existerar fortfarande.